# Whitechapel (гурт)
Whitechapel — американський дезкор-гурт, заснований у місті Ноксвілл, штат Теннессі. Гурт названо на честь лондонського району Вайтчепел, де відомий серійний вбивця, Джек-Різник, скоював свої злочини.

## Історія

### Заснування гурту,The Somatic Defilement(2006—2007)

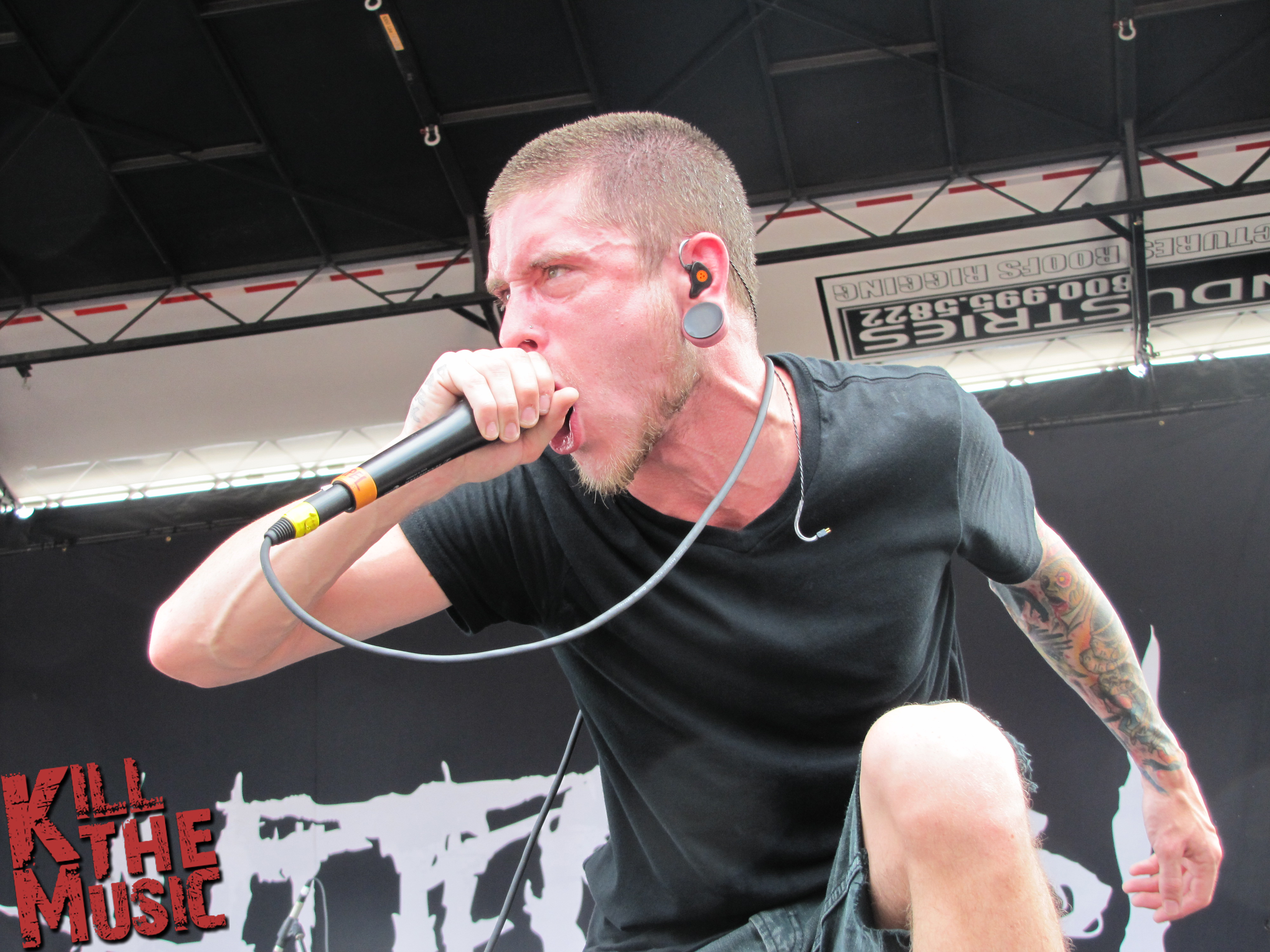
Філ Боземан на Mayhem Fest 2012

Гурт було засновано заснований у лютому 2006 року Філом Бозманом, Брендоном Каглом та Беном Севіджом у місті Ноксвілл. Незабаром до них приєдналися Алекс Уейд як гітарист, басист Гейб Крісп та барабанщик Дерек Мартін. Вже у березні цього ж року, після перших репетицій гурт записує свій перший демозапис. Назву вони взяли в честь району Лондона, Вайтчепел, який прославився завдяки вбивствам відомого серійного вбивці Джека-Різника.. Їх демозаписи були настільки успішними, що вже у 2007 гурт підписує контракт з Siege of Amida Records у Великій Британії та Candlelight Records на території Північної Америки. Влітку цього ж року на цих же лейблах у Whitechapel відбувається реліз свого першого повноформатного альбому під назвою The Somatic Defilement.

### This Is Exile(2007—2010)
Після релізу альбому гурт помічає американський лейбл Metal Blade Records і вже у жовтні 2007 гурт підписує з ними контракт. 2008 року виходить їх другий студійний альбом This Is Exile. Альбом досяг 118 місця на Billboard Top 200. На підтримку альбому Whitechapel вирушають в тур, разом з такими гігантами, як Impending Doom, A Different Breed of Killer та Through the Eyes of the Dead.
Протягом 2008—2010 років гурт виступає на багатьох фестивалях, гастролює разом з Parkway Drive, Unearth, Job for a Cowboy, Cannibal Corpse, Behemoth тощо.

### A New Era of CorruptionтаRecorrupted(2010—2011)
У 2010 році гурт записує свій третій студійний альбом під назвою A New Era of Corruption, реліз якого відбувся 8 червня 2010. В перший тиждень після релізу продано близько 10600 фізичних копій альбому. У перший тиждень релізу продано близько 10600 копій в США й альбом дебютував на позиції № 43 на Billboard Top 200. Після вдалого релізу Whitechapel разом з Impending Doom, Oceano, I Declare War та Miss May I вирушають в тур по США та Європі. 28 вересня 2011 Whitechapel випускають нову пісню під назвою «Section 8», а через декілька тижнів — EP обмеженим тиражем під назвою Recorrupted.

### Whitechapel(2012—2013)
У 2012 році гурт записує ще один свій альбом, реліз якого відбувся 19 червня у MP3 та Audio CD та 19 листопада на вінілі.

## Склад гурту

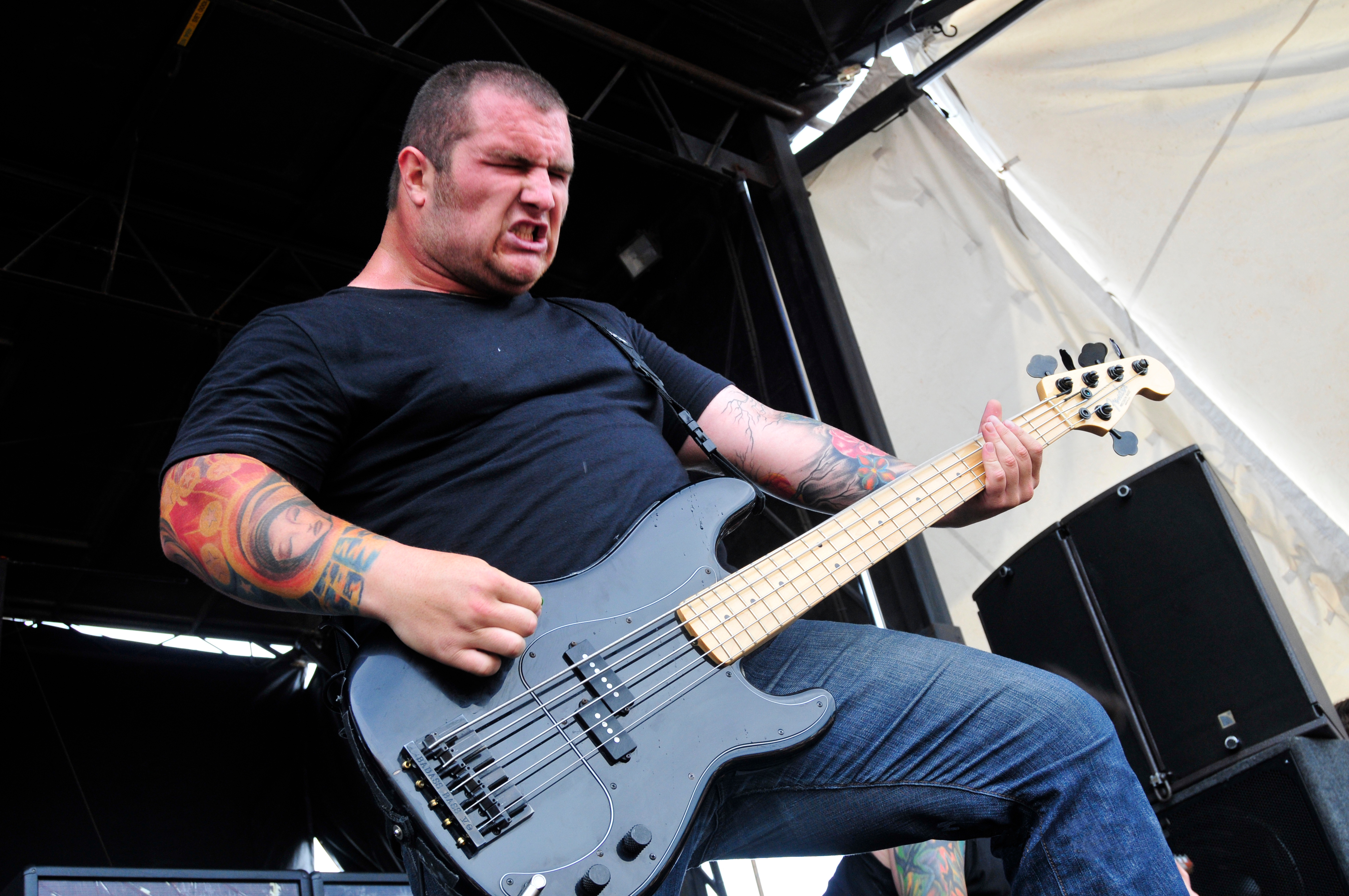
Гейб Крісп на Mayhem Fest 2009

### Теперішні учасники
- Філ Боземан — вокал (2006-теперішній час)
- Бен Савадж — гітара (2006-теперішній час)
- Зак Хаусхолдер — гітара, бек-вокал (2007-теперішній час)
- Алекс Вейд — гітара (2006-теперішній час)
- Гейп Крісп — бас (2006-теперішній час)
- Бен Харклроуд — ударні (2011-теперішній час)

### Колишні учасники
- Брендон Кагл — ритм-гітара (2006—2007)
- Дерек Мартін — ударні (2006—2007)
- Кевін Лейн — ударні (2007—2011)

## Дискографія
Студійні альбоми
- The Somatic Defilement (2007)
- This Is Exile (2008)
- A New Era of Corruption (2010)
- Whitechapel (2012)
- Our Endless War (2014)
- Mark of the Blade (2016)
- The Valley (2019)
- Kin (2021)

## Відеографія
| Рік  | Назва                                      | Директор          |
| ---- | ------------------------------------------ | ----------------- |
| 2008 | «This Is Exile»                            | David Brodsky     |
| 2008 | «Possession»                               | David Brodsky     |
| 2009 | «Eternal Refuge»                           | Abstrakt Pictures |
| 2010 | «The Darkest Day of Man»                   | David Brodsky     |
| 2011 | «Breeding Violence»                        | Scott Hansen      |
| 2012 | «I, Dementia»                              | David Brodsky     |
| 2012 | «Possibilities Of An Impossible Existence» | Strati Hovartos   |